# حکم غیابی
حکم غیابی اصطلاحی است در علم حقوق که عبارت است از حکمی که دادگاه در غیاب مدعی‌علیه صادر می‌کند، خواه به سود وی باشد خواه به ضرر او. در حقوق ایران از ابتدا صدور حکم غیابی تحت شرائطی مشروع دانسته شده‌است. ماده ۳۰۳ قانون آئین دادرسی مدنی ایران مقرر می‌دارد: حکم دادگاه حضوری است مگر این که خوانده یا وکیل یا قائم مقام یا نماینده قانونی وی در هیچ‌یک از جلسات دادگاه حاضر نشده و به‌طور کتبی نیز دفاع ننموده باشد اخطاریه، ابلاغ واقعی نشده باشد؛ البته با توجه به ماده ۳۰۵ قانون مذکور تمام احکام غیابی قابل واخواهی است.